# Basil Dearden
Basil Dearden (Southend-on-Sea, 1º gennaio 1911 – Londra, 23 marzo 1971) è stato un regista, sceneggiatore e produttore cinematografico britannico.

## Filmografia

### Regia
- Under Suspicion (1939)
- La pecora nera del signor ministro (The Black Sheep of Whitehall) (1942)
- The Goose Steps Out (1942)
- The Bells Go Down (1943)
- My Learned Friend (1943)
- The Halfway House (1944)
- They Came to a City (1945)
- Incubi notturni (Dead of Night) (1945)
- Cuore prigioniero (The Captive Heart (1946)
- Frida l'amante straniera (Frieda) (1947)
- Sarabanda tragica (Saraband for Dead Lovers) (1948)
- Train of Events (1949)
- I giovani uccidono (The Blue Lamp) (1950)
- La gabbia d'oro (Cage of Gold) (1950)
- Città in agguato (Pool of London) (1951)
- I Believe in You (1952)
- The Gentle Gunman (1952)
- The Square Ring (1953)
- The Rainbow Jacket (1954)
- Out of the Clouds (1955)
- L'ultima vendetta (The Ship That Died of Shame) (1955)
- Occhio di lince (Who Done It?) (1956)
- Assassino di fiducia (The Green Man) (1956)
- La pazza eredità (The Smallest Show on Earth) (1957)
- L'incendiario (Violent Playground) (1958)
- Zaffiro nero (Sapphire) (1959)
- Un colpo da otto (The League of Gentlemen) (1960)
- Il primo uomo sulla Luna (Man in the Moon) (1960)
- Il complice segreto (The Secret Partner) (1961)
- Victim (1961)
- All Night Long (1962)
- Delitto di coscienza (Life for Ruth) (1962)
- Il cranio e il corvo (The Mind Benders) (1962)
- A Place to Go (1963)
- La donna di paglia (Woman of Straw) (1964)
- 50.000 sterline per tradire (Masquerade) (1965)
- Khartoum (1966)
- ... solo quando rido (Only When I Larf) (1968)
- Assassination Bureau (The Assassination Bureau) (1969)
- L'uomo che uccise se stesso (The Man Who Haunted Himself) (1970)
- Attenti a quei due (The Persuaders!) - serie TV (1971)